# I Can't Watch This
I Can't Watch This è un singolo di "Weird Al" Yankovic estratto dall'album Off the Deep End ed è la parodia della canzone U Can't Touch This di MC Hammer.

## Significato
La canzone parla di alcuni programmi televisivi che Weird Al non guarderebbe mai.
La canzone, insieme a The White Stuff, è stata registrata, ma mai pubblicata.

## Tracce
1. I Can't Watch This – 3:31

## Il video
Non è mai stato fatto nessun video per questa canzone.